# Nikola Vučević
Pour les articles homonymes, voir Vučević.
Ne doit pas être confondu avec Nikola Vukčević (football, 1991).
Nikola Vučević, né le 24 octobre 1990 à Morges en Suisse, est un joueur monténégrin de basket-ball. Il mesure 2,09 m et évolue au poste de pivot.

## Biographie

### Jeunesse
Vučević grandit pendant 12 ans en Belgique où son père, Borislav Vučević (en) est joueur professionnel de basket-ball (Basket SKT Ieper, Royal IV Brussels, Okapi Aalst, RSW Liège Basket), ancien international yougoslave. La famille Vučević rentre ensuite au Monténégro. Nikola commence à jouer au basket-ball et est nommé meilleur jeune joueur du Monténégro en 2007. Vučević est aussi le neveu de Savo Vučević, entraîneur de basket-ball (Cholet, Spirou Charleroi, Saint-Quentin, Antibes, Bourg-en-Bresse,Élan sportif chalonnais).

### Carrière universitaire
Nikola Vučević joue au lycée aux États-Unis avant de rejoindre l'équipe universitaire des USC Trojans de l'université de Californie du Sud (en NCAA) en 2008. Sa première saison universitaire est médiocre. À l'été 2009, il participe avec l'équipe du Monténégro de basket-ball au championnat d'Europe des 20 ans et moins se déroulant en Grèce. L'équipe finit septième de la compétition et Vučević termine meilleur rebondeur de la compétition (avec 10,8 prises par rencontre) et meilleur contreur (1,8 contre).
Lors de la saison 2009-2010 avec les Trojans, il est nommé joueur ayant le plus progressé de la conférence PAC-10 Il est le meilleur rebondeur (9,4) et le deuxième meilleur marqueur de l'équipe (10,7). Lors de la saison 2010-2011, il est le meilleur marqueur et rebondeur des Trojans (17,7 points et 10,3 rebonds). Il est nommé dans la meilleure équipe de la conférence PAC 10.

### Carrière professionnelle

#### 76ers de Philadelphie/KK Budućnost Podgorica (2011-2012)
En juin 2011, il est choisi en seizième position de la Draft de la NBA par les 76ers de Philadelphie. À cause du lock-out de la NBA, il signe en août 2011 pour le KK Budućnost Podgorica.
Vučević est élu meilleur joueur de la quatrième journée de l'EuroCoupe en marquant 22 points (7 sur 8 au tir) et en prenant 10 rebonds. À la fin du lock-out en NBA, il repart jouer la saison 2011-2012 avec les 76ers.

#### Magic d'Orlando (2012-2021)
En août 2012, il est envoyé au Magic d'Orlando dans un échange à quatre équipes pour amener Dwight Howard aux Lakers de Los Angeles.
En début de saison 2012-2013, l'entraîneur du Magic, Jacque Vaughn, lui annonce qu'il sera titulaire en début de saison et donc qu'il aura du temps de jeu. Il réalise un bon début de saison et le 31 décembre 2012, Vučević capte 29 rebonds lors du match opposant le Magic au Heat de Miami. Il bat ainsi le record de rebonds en un match de la franchise, le précédent record étant de 28 rebonds par Shaquille O'Neal, en 1993.
Vučević reconnait n'être pas un grand athlète et devoir compenser cette faiblesse par une compréhension du jeu et un meilleur placement dans la raquette.
Il termine la saison 2012-2013 2e meilleur rebondeur, derrière Dwight Howard, avec 11,9 rebonds par match et 3e joueur avec le plus de double-doubles (46).
Au début de la saison 2013-2014, il bat son record de points avec 30, dans une victoire face aux Clippers de Los Angeles. Vučević prend aussi 21 rebonds lors de cette rencontre. Vučević est nommé meilleur joueur de la semaine de la conférence Est pour la semaine du 24 au 30 mars.
Le 1er juillet 2019, il s'engage pour quatre saisons supplémentaires avec le Magic d'Orlando.

#### Bulls de Chicago (depuis 2021)
Le 25 mars 2021, il est transféré aux Bulls de Chicago avec Al-Farouq Aminu en échange de Wendell Carter Jr., Otto Porter et deux premiers tours de draft.
Le 28 juin 2023, il prolonge avec les Bulls pour un contrat de 60 millions de dollars sur trois ans.

### Carrière internationale
Vučević participe au Championnat d'Europe 2013 avec le Monténégro. Sa présence se fait peu sentir pour l'équipe (7 points et 4 rebonds en moyenne pour 15 minutes par rencontre) qui est rapidement éliminée et finit à la 17e place.

## Palmarès

### Distinctions personnelles
- 2 sélections au NBA All-Star Game en 2019 et 2021.

## Statistiques

### Universitaires
Les statistiques en matchs universitaires de Nikola Vučević sont les suivantes :
| Saison    | Équipe | Matchs | Titul. | Min./m | % Tir | % 3pts | % LF | Rbds/m. | Pass/m. | Int/m. | Ctr/m. | Pts/m. |
| --------- | ------ | ------ | ------ | ------ | ----- | ------ | ---- | ------- | ------- | ------ | ------ | ------ |
| 2008-2009 | USC    | 23     | 3      | 11,9   | 57,8  | 0,0    | 87,5 | 2,65    | 0,30    | 0,39   | 0,39   | 2,57   |
| 2009-2010 | USC    | 30     | 30     | 32,3   | 50,4  | 22,2   | 71,8 | 9,43    | 1,20    | 0,60   | 1,30   | 10,70  |
| 2010-2011 | USC    | 34     | 34     | 34,9   | 50,5  | 34,9   | 75,5 | 10,29   | 1,59    | 0,53   | 1,38   | 17,12  |
| Total     | Total  | 87     | 67     | 27,9   | 50,9  | 30,3   | 74,6 | 7,98    | 1,11    | 0,52   | 1,09   | 11,06  |

### Professionnelles

#### Saison régulière
| Saison        | Équipe        | Matchs | Titul. | Min./m | % Tir | % 3pts | % LF | Rbds/m. | Pass/m. | Int/m. | Ctr/m. | Pts/m. |
| ------------- | ------------- | ------ | ------ | ------ | ----- | ------ | ---- | ------- | ------- | ------ | ------ | ------ |
| 2011-2012     | Philadelphie  | 51     | 15     | 15,9   | 45,0  | 37,5   | 52,9 | 4,82    | 0,61    | 0,39   | 0,67   | 5,55   |
| 2012-2013     | Orlando       | 77     | 77     | 33,2   | 51,9  | 0,0    | 68,3 | 11,91   | 1,86    | 0,79   | 1,03   | 13,09  |
| 2013-2014     | Orlando       | 57     | 57     | 31,8   | 50,7  | 0,0    | 76,6 | 10,98   | 1,82    | 1,05   | 0,82   | 14,23  |
| 2014-2015     | Orlando       | 74     | 74     | 34,2   | 52,3  | 33,3   | 75,2 | 10,95   | 1,99    | 0,73   | 0,73   | 19,30  |
| 2015-2016     | Orlando       | 65     | 60     | 31,3   | 51,0  | 22,2   | 75,3 | 8,85    | 2,75    | 0,82   | 1,08   | 18,17  |
| 2016-2017     | Orlando       | 75     | 55     | 28,8   | 46,8  | 30,7   | 66,9 | 10,39   | 2,77    | 1,01   | 0,99   | 14,61  |
| 2017-2018     | Orlando       | 57     | 57     | 29,5   | 47,5  | 31,4   | 81,9 | 9,18    | 3,35    | 0,98   | 1,09   | 16,47  |
| 2018-2019     | Orlando       | 80     | 80     | 31,4   | 51,8  | 36,4   | 78,9 | 12,00   | 3,84    | 1,01   | 1,11   | 20,81  |
| 2019-2020     | Orlando       | 62     | 62     | 33,2   | 47,7  | 33,9   | 78,4 | 10,85   | 3,58    | 0,87   | 0,76   | 19,60  |
| 2020-2021     | Orlando       | 44     | 44     | 34,1   | 48,0  | 40,6   | 82,7 | 11,75   | 3,80    | 0,95   | 0,64   | 24,55  |
| 2020-2021     | Chicago       | 26     | 26     | 32,6   | 47,1  | 38,8   | 87,0 | 11,54   | 3,92    | 0,88   | 0,77   | 21,50  |
| 2021-2022     | Chicago       | 73     | 73     | 33,1   | 47,3  | 31,4   | 76,0 | 11,01   | 3,23    | 0,96   | 0,97   | 17,64  |
| 2022-2023     | Chicago       | 82     | 82     | 33,5   | 52,0  | 34,9   | 83,5 | 11,01   | 3,23    | 0,73   | 0,70   | 17,65  |
| 2023-2024     | Chicago       | 76     | 74     | 34,3   | 48,4  | 29,4   | 82,2 | 10,53   | 3,34    | 0,66   | 0,79   | 18,03  |
| 2024-2025     | Chicago       | 73     | 72     | 31,2   | 53,0  | 40,2   | 80,5 | 10,06   | 3,51    | 0,84   | 0,71   | 18,48  |
| Carrière      | Carrière      | 972    | 908    | 31,4   | 49,7  | 34,8   | 77,0 | 10,46   | 2,89    | 0,84   | 0,87   | 17,20  |
| All-Star Game | All-Star Game | 2      | 0      | 12,5   | 50,0  | 20,0   | -    | 6,00    | 1,50    | 1,00   | 0,00   | 4,50   |

Dernière mise à jour le 2 août 2025.

#### Playoffs
| Saison   | Équipe       | Matchs | Titul. | Min./m | % Tir | % 3pts | % LF | Rbds/m. | Pass/m. | Int/m. | Ctr/m. | Pts/m. |
| -------- | ------------ | ------ | ------ | ------ | ----- | ------ | ---- | ------- | ------- | ------ | ------ | ------ |
| 2012     | Philadelphie | 1      | 0      | 2,9    | 0,0   | 0,0    | 50,0 | 1,00    | 0,00    | 0,00   | 0,00   | 1,00   |
| 2019     | Orlando      | 5      | 5      | 29,5   | 36,2  | 23,1   | 78,6 | 8,00    | 3,00    | 0,40   | 1,00   | 11,20  |
| 2020     | Orlando      | 5      | 5      | 36,9   | 50,5  | 40,9   | 90,9 | 11,00   | 4,00    | 0,80   | 0,60   | 28,00  |
| 2022     | Chicago      | 5      | 5      | 36,2   | 44,0  | 31,0   | 80,0 | 12,40   | 3,20    | 0,40   | 1,20   | 19,40  |
| Carrière | Carrière     | 16     | 15     | 32,3   | 44,8  | 34,3   | 81,3 | 9,90    | 3,20    | 0,50   | 0,90   | 18,40  |

Dernière mise à jour le 2 octobre 2022.

## Records sur une rencontre en NBA
Les records personnels de Nikola Vučević en NBA sont les suivants, :
| Type de statistique        | Saison régulière | Saison régulière            | Saison régulière | Playoffs | Playoffs             | Playoffs      |
| Type de statistique        | Record           | Adversaire                  | Date             | Record   | Adversaire           | Date          |
| -------------------------- | ---------------- | --------------------------- | ---------------- | -------- | -------------------- | ------------- |
| Points                     | 43               | 2 fois                      | 2 fois           | 35       | @ Bucks de Milwaukee | 18 août 2020  |
| Paniers marqués            | 18               | 2 fois                      | 2 fois           | 15       | @ Bucks de Milwaukee | 18 août 2020  |
| Paniers tentés             | 31               | Warriors de Golden State    | 15 janvier 2023  | 27       | @ Bucks de Milwaukee | 17 avril 2022 |
| Paniers à 3 points réussis | 6                | 6 fois                      | 6 fois           | 6        | Bucks de Milwaukee   | 24 août 2020  |
| Paniers à 3 points tentés  | 13               | Heat de Miami               | 14 mars 2021     | 10       | 3 fois               | 3 fois        |
| Lancers francs réussis     | 9                | 2 fois                      | 2 fois           | 6        | Raptors de Toronto   | 19 avril 2019 |
| Lancers francs tentés      | 11               | Heat de Miami               | 22 novembre 2014 | 6        | Raptors de Toronto   | 19 avril 2019 |
| Rebonds offensifs          | 11               | 2 fois                      | 2 fois           | 8        | @ Bucks de Milwaukee | 17 avril 2022 |
| Rebonds défensifs          | 20               | @ Clippers de Los Angeles   | 6 janvier 2019   | 14       | @ Bucks de Milwaukee | 27 avril 2022 |
| Rebonds totaux             | 29               | Heat de Miami               | 31 décembre 2012 | 17       | @ Bucks de Milwaukee | 17 avril 2022 |
| Passes décisives           | 12               | @ 76ers de Philadelphie     | 20 octobre 2018  | 7        | Bucks de Milwaukee   | 24 août 2020  |
| Interceptions              | 6                | @ Trail Blazers de Portland | 20 décembre 2019 | 2        | Bucks de Milwaukee   | 22 août 2020  |
| Contres                    | 6                | Hornets de Charlotte        | 22 janvier 2016  | 3        | Raptors de Toronto   | 19 avril 2019 |
| Balles perdues             | 8                | Spurs de San Antonio        | 29 novembre 2013 | 5        | 2 fois               | 2 fois        |
| Minutes jouées             | 47               | @ Trail Blazers de Portland | 7 janvier 2013   | 40       | @ Bucks de Milwaukee | 29 août 2020  |

- Double-double : 565 (dont 9 en playoffs et 2 en play-in)
- Triple-double : 6

Dernière mise à jour : 11 avril 2025

## Salaires
| Année       | Équipe       | Salaire       |
| ----------- | ------------ | ------------- |
| 2011-2012   | Philadelphie | 1 645 000 $   |
| 2012-2013   | Orlando      | 1 768 800 $   |
| 2013-2014   | Orlando      | 1 793 520 $   |
| 2014-2015*  | Orlando      | 2 751 260 $   |
| 2015-2016   | Orlando      | 11 250 000 $  |
| 2016-2017   | Orlando      | 11 750 000 $  |
| 2017-2018   | Orlando      | 12 250 000 $  |
| 2018-2019   | Orlando      | 12 750 000 $  |
| 2019-2020   | Orlando      | 28 000 000 $  |
| 2020-2021   | Chicago      | 26 000 000 $  |
| 2021-2022   | Chicago      | 24 000 000 $  |
| 2022-2023   | Chicago      | 22 000 000 $  |
| 2023-2024   | Chicago      | 18 518 519 $  |
| 2024-2025   | Chicago      | 20 000 000 $  |
| Total Gains | Total Gains  | 194 477 499 $ |
| 2025-2026   | Chicago      | 21 481 481 $  |

Note : * Pour la saison 2014-2015, le salaire moyen d'un joueur évoluant en NBA est de 4 500 000 $.

## Pour approfondir